# Nicolás Gallo
Nicolás Gallo Barragán (Ibagué, 8 september 1986) is een Colombiaans voetbalscheidsrechter. Hij is in dienst van FIFA en CONMEBOL sinds 2018. Ook leidt hij sinds 2011 wedstrijden in de Categoría Primera A.
Op 27 augustus 2011 leidde Gallo zijn eerste wedstrijd in de Colombiaanse nationale competitie. Tijdens het duel tussen Cúcuta Deportivo en Deportivo Cali (0–1) trok de leidsman zevenmaal de gele kaart. In continentaal verband debuteerde hij op 12 april 2018 tijdens een wedstrijd tussen Fluminense en Nacional Potosí in de eerste ronde van de Copa Sudamericana; het eindigde in 3–0 en de Colombiaanse scheidsrechter gaf elf gele kaarten, waarvan twee aan dezelfde speler. Zijn eerste interland floot hij op 21 november 2018, toen Argentinië met 2–0 won van Mexico in een vriendschappelijke wedstrijd door doelpunten van Mauro Icardi en Paulo Dybala. Tijdens dit duel gaf Gallo vijf gele kaarten.
In mei 2022 werd hij gekozen als een van de videoscheidsrechters die actief zouden zijn op het WK 2022 in Qatar.

## Interlands
| Datum             | Plaats              | Wedstrijd           | Uitslag | Competitie        | Kreeg geel | Kreeg voor de tweede keer geel en dus rood | Weggestuurd |
| ----------------- | ------------------- | ------------------- | ------- | ----------------- | ---------- | ------------------------------------------ | ----------- |
| 21 november 2018  | Mendoza, Argentinië | Argentinië – Mexico | 2 – 0   | Vriendschappelijk | 5          | 0                                          | 0           |
| 11 september 2019 | Cuenca, Ecuador     | Ecuador – Bolivia   | 3 – 0   | Vriendschappelijk | 4          | 0                                          | 0           |

Laatst bijgewerkt op 27 november 2024.